# Red Beat
Red Beat war eine britische Post-Punk-Band, die von 1979 bis 1982 existierte.

## Bandgeschichte
Red Beat wurde 1979 in High Wycombe von den drei Brüdern des britischen Musikers Howard Jones gegründet und orientierte sich musikalisch am frühen Sound der befreundeten Band Killing Joke.
Im Sommer 1980 zog die Band nach London und nahm ihre erste Single auf, die im Oktober auf dem Malicious Damage-Label von Killing Joke erschien. Der Radio-DJ John Peel wurde auf die Band aufmerksam, und Red Beat nahmen für seine Radiosendung am 2. Dezember 1980 eine Session auf. Dies geschah bereits mit einem neuen Line-up, da Martin Jones und Majid Ahmed aufgrund musikalischer Differenzen ausgestiegen waren. Red Beat zerstritten sich auch mit Killing Joke, gründeten aber 1981 ein eigenes Plattenlabel Manic Machine Products, auf dem sie bis 1982 noch zwei Singles veröffentlichten.
Zwischen 1980 und 1982 traten Red Beat als Vorgruppe zahlreicher namhafter Bands auf, wie z. B. Killing Joke, U2 und Big Country.
1982 nahmen Red Beat neue Songs für Miles Copelands I.R.S. Records auf, ein Plattenvertrag kam aber nicht zustande. Gegen Ende des Jahres 1982 löste sich die Band daraufhin auf.
Die drei Jones-Brüder gründeten eine neue Band namens Wheel Of Change, die 1983 neue Songs für Stiff Records aufnahm, ein Plattenvertrag kam jedoch wieder nicht zustande. 1984 wurde der Bandname in Red White And Phoenix geändert, man orientierte sich nach Deutschland und veröffentlichte auf Ralph Siegels Zip-Label eine Single „Power Reflex“/„Strangers At Midnight“. Obwohl das Video am 13. November 1984 in der Musiksendung Formel Eins gezeigt und auch eine Fotosession in Bravo veröffentlicht wurde, wurde die Single kein Erfolg und die Band löste sich 1985 endgültig auf.
Roy und Martin Jones begannen mit ihrem Bruder Howard Jones zusammenzuarbeiten, während Paul Jones Sessionmusiker und 1998 Schlagzeuglehrer wurde.
Durch die Veröffentlichung eines Red Beat-Songs auf der Compilation Wild Dub – Dread Meets Punk Rocker Downtown im Jahre 2003 erwachte das Interesse an der Band erneut, so dass die drei Singles und die John Peel-Session im Dezember 2004 als „The Missing Album“ auf CD erschienen.

## Diskografie
Singles
- „Red Beat EP“: Machines in motion; Red Beat/ More or less cut (Malicious Damage, Oktober 1980)
- Survival/ See (Manic Machine Products, Juni 1981)
- Dream/ Dream dub (Manic Machine Products, Februar 1982)
- Power reflex/ Strangers at midnight (Zip, November 1984) (als Red White And Phoenix)

Album
- The Missing Album (Manic Machine Products, Dezember 2004)